# Американские выдры
Американские выдры (лат. Lontra) — род млекопитающих семейства куньих, обитающих в Северной и Южной Америке.

## Виды
База данных Американского общества маммологов (ASM Mammal Diversity Database) признаёт 5 видов американских выдр:
- Lontra annectens
- Канадская выдра (Lontra canadensis)
- Кошачья выдра (Lontra felina)
- Длиннохвостая выдра (Lontra longicaudis)
- Южная выдра (Lontra provocax)

Ранее вместе с европейскими видами включались в род Lutra, однако позднее были выделены в отдельный род.